# Zápas na Letních olympijských hrách 1984 – muži, řecko-římský do 100 kg
Zápas řecko-římský ve váhové kategorii do 100 kg probíhal na Letních olympijských hrách 1984 v Anaheimském Convention Center. O medaile se utkalo celkem 8 zápasníků.

## Turnajové výsledky
Zápasníci jsou rozděleni do dvou skupin. Je aplikován systém na dvě porážky.
Legenda
- TF — Lopatkové vítězství
- ST — Vítězství na technickou převahu, 12 bodů rozdíl
- PP — Vítězství na body, 1-7 bodů rozdíl, poražený s body
- PO — Vítězství na body, 1-7 bodů rozdíl, poražený bez bodů
- SP — Vítězství na body, 8-11 bodů rozdíl, poražený s body
- SO — Vítězství na body, 8-11 bodů rozdíl, poražený bez bodů
- P0 — Vítězství pro pasivitu, protivník bez bodů
- P1 — Vítězství pro pasivitu, vedoucí 1-7 bodů
- PS — Vítězství pro pasivitu, vedoucí 8-11 bodů
- DC — Vítězství z rozhodnutí, skóre 0-0
- PA — Vítězství pro soupeřovo zranění
- DQ — Vítězství pro soupeřovu diskvalifikaci
- DNA — Nenastoupil
- L — Porážky
- ER — Kolo vyřazení
- CP — Klasifikační body
- TP — Technické body

### Skupiny

#### Skupina A
| L      |                             | CP       | TP     |                             | L      |        |
| Kolo 1 | Kolo 1                      | Kolo 1   | Kolo 1 | Kolo 1                      | Kolo 1 | Kolo 1 |
| ------ | --------------------------- | -------- | ------ | --------------------------- | ------ | ------ |
| 0      | Georgios Poikilidis (GRE)   | 3-1 PP   | 7-1    | Franz Pitschmann (AUT)      | 1      |        |
| 1      | Karl-Johan Gustavsson (SWE) | 0-4 ST   | 0-13   | Vasile Andrei (ROU)         | 0      |        |
| Kolo 2 |                             |          |        |                             |        |        |
| 0      | Georgios Poikilidis (GRE)   | 4-0 ST   | 16-1   | Karl-Johan Gustavsson (SWE) | 2      |        |
| 2      | Franz Pitschmann (AUT)      | 0-4 ST   | 2-15   | Vasile Andrei (ROU)         | 0      |        |
| Finále |                             |          |        |                             |        |        |
|        | Georgios Poikilidis (GRE)   | 0-3.5 PS | 4:05   | Vasile Andrei (ROU)         |        |        |

| Zápasník                    | L | ER | CP | Final |
| --------------------------- | - | -- | -- | ----- |
| Vasile Andrei (ROU)         | 0 | -  | 8  | 3.5   |
| Georgios Poikilidis (GRE)   | 0 | -  | 7  | 0     |
| Franz Pitschmann (AUT)      | 2 | 2  | 1  |       |
| Karl-Johan Gustavsson (SWE) | 2 | 2  | 0  |       |

#### Skupina B
| L      |                        | CP     | TP     |                        | L      |        |
| Kolo 1 | Kolo 1                 | Kolo 1 | Kolo 1 | Kolo 1                 | Kolo 1 | Kolo 1 |
| ------ | ---------------------- | ------ | ------ | ---------------------- | ------ | ------ |
| 1      | Fritz Gerdsmeier (FRG) | 0-4 TF | 5:39   | Jožef Tertei (YUG)     | 0      |        |
| 0      | Greg Gibson (USA)      | 4-0 ST | 14-1   | Jošihiro Fudžita (JPN) | 1      |        |
| Kolo 2 |                        |        |        |                        |        |        |
| 2      | Fritz Gerdsmeier (FRG) | 1-3 PP | 1-6    | Greg Gibson (USA)      | 0      |        |
| 0      | Jožef Tertei (YUG)     | 4-0 TF | 1:33   | Jošihiro Fudžita (JPN) | 2      |        |
| Finále |                        |        |        |                        |        |        |
|        | Jožef Tertei (YUG)     | 1-3 PP | 2-3    | Greg Gibson (USA)      |        |        |

| Zápasník               | L | ER | CP | Final |
| ---------------------- | - | -- | -- | ----- |
| Greg Gibson (USA)      | 0 | -  | 7  | 3     |
| Jožef Tertei (YUG)     | 0 | -  | 8  | 1     |
| Jošihiro Fudžita (JPN) | 2 | 2  | 1  |       |
| Fritz Gerdsmeier (FRG) | 2 | 2  | 0  |       |

### Finále
|                           | CP               | TP               |                        |                  |
| Zápas o 5. místo          | Zápas o 5. místo | Zápas o 5. místo | Zápas o 5. místo       | Zápas o 5. místo |
| ------------------------- | ---------------- | ---------------- | ---------------------- | ---------------- |
| Franz Pitschmann (AUT)    | 3-1 PP           | 7-5              | Fritz Gerdsmeier (FRG) |                  |
| Zápas o 3. místo          |                  |                  |                        |                  |
| Georgios Poikilidis (GRE) | 0-3 PO           | 0-3              | Jožef Tertei (YUG)     |                  |
| Finálový zápas            |                  |                  |                        |                  |
| Vasile Andrei (ROU)       | 4-0 ST           | 12-0             | Greg Gibson (USA)      |                  |

## Finálové pořadí
1. Vasile Andrei (ROU)
2. Greg Gibson (USA)
3. Jožef Tertei (YUG)
4. Georgios Poikilidis (GRE)
5. Franz Pitschmann (AUT)
6. Fritz Gerdsmeier (FRG)
7. Karl-Johan Gustavsson (SWE) a  Jošihiro Fudžita (JPN)